# 静心禅寺
静心禅寺（法語：Pagode Tinh Tam），位于法国上塞纳省塞夫尔，是一座佛教禅宗寺庙。
主题建筑分为三层：一楼礼拜殿内，供奉着三尊贴金佛像。二楼有供奉观世音菩萨的小殿。花园里有一尊巨大的金色卧佛。来自亚洲（主要来自越南）的佛教信徒周日早上聚集在那里。
48°49′N 2°13′E / 48.82°N 2.21°E